# Ronciglione
Ronciglione is een gemeente in de Italiaanse provincie Viterbo (regio Latium) en telt 8943 inwoners (31-12-2011). De oppervlakte bedraagt 52,3 km², de bevolkingsdichtheid is 171 inwoners per km².

## Demografie
Het aantal inwoners steeg in de periode 1991-2011 met 23,7% volgens cijfers uit de tienjaarlijkse volkstellingen van ISTAT.
| Jaar | Inwoneraantal |
| ---- | ------------- |
| 1991 | 7227          |
| 2001 | 7470          |
| 2011 | 8943          |

## Geografie
De gemeente ligt op ongeveer 441 m boven zeeniveau. Ronciglione grenst aan de volgende gemeenten: Capranica, Caprarola, Nepi, Sutri, Vetralla, Viterbo.

## Geboren
- Amedeo Trilli (1906), acteur
- Corrado Meloni (1908; ook wel Meloncino), jockey
- Massimo Natili (1935), autocoureur
- Sandro Verzari (1949), trompettist
- Marco Mengoni (1988), zanger